# Sfera (satélite)

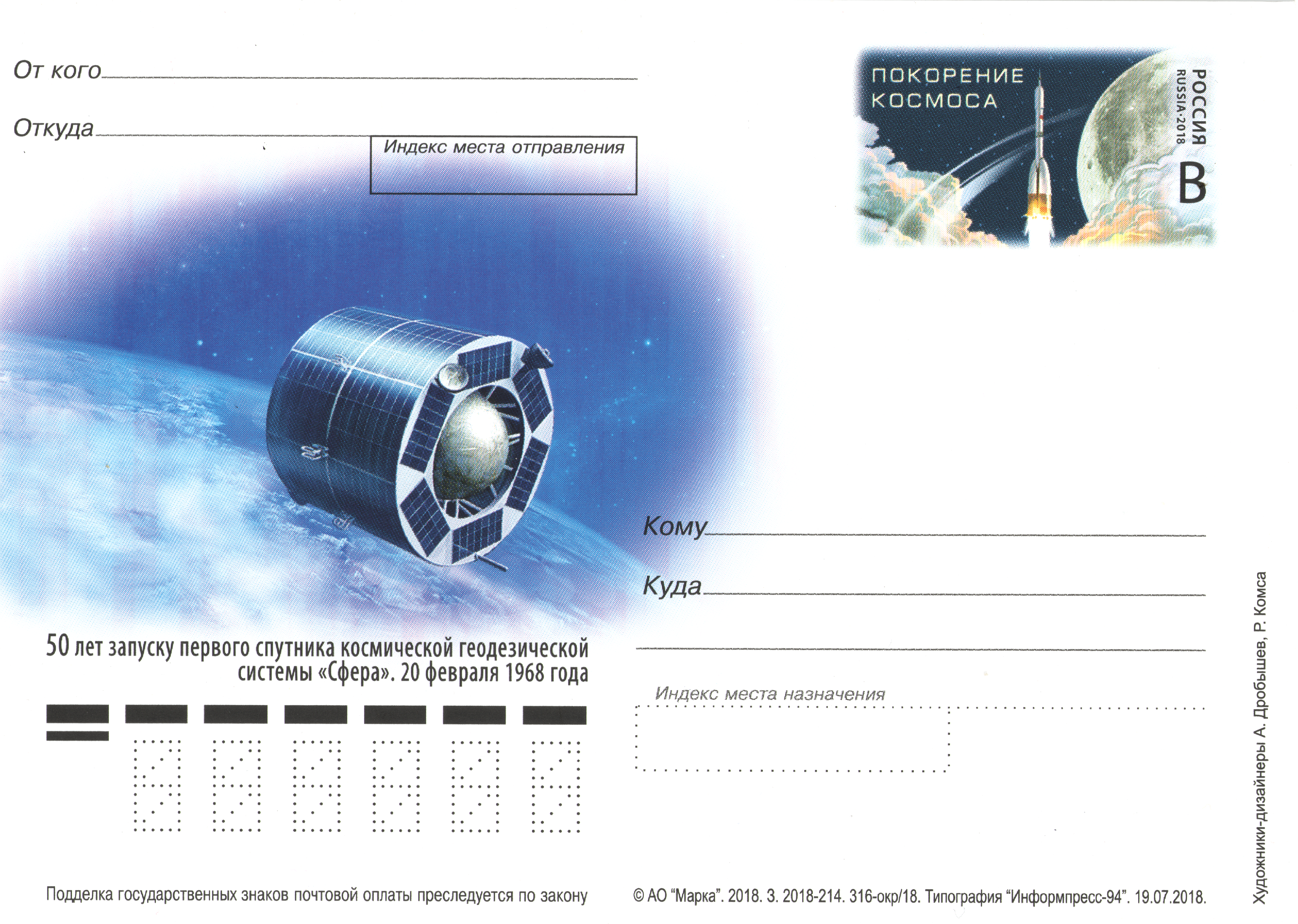
Cartão postal russo do 50º aniversário da Sfera.

Sfera (código GRAU: 11F621), em russo Сфера que significa "Esfera", é a designação de uma série de satélites geodésicos, lançados pela União Soviética. 
Lançados entre 1968 (Kosmos 203) e 1978 (Kosmos 1067), o objetivo era criar um sistema uniforme de coordenadas, aumentando a precisão dos dados geofísicos de toda a superfície da Terra.
O desenvolvimento teve início em 1963, pela ISS Reshetnev (antiga NPO PM), e outros dois centros de desenvolvimento e produção.

## Lançamentos
| 1  | Kosmos 203  | 20/02/1968 |
| 2  | —           | 04/06/1968 |
| 3  | Kosmos 256  | 30/11/1968 |
| 4  | Kosmos 272  | 17/03/1969 |
| 5  | Kosmos 312  | 24/11/1969 |
| 6  | Kosmos 409  | 28/04/1971 |
| 7  | Kosmos 457  | 20/11/1971 |
| 8  | Kosmos 480  | 25/03/1972 |
| 9  | Kosmos 539  | 21/12/1972 |
| 10 | Kosmos 585  | 08/09/1973 |
| 11 | Kosmos 650  | 29/04/1974 |
| 12 | Kosmos 675  | 29/08/1974 |
| 13 | Kosmos 708  | 12/02/1975 |
| 14 | Kosmos 770  | 24/09/1975 |
| 15 | Kosmos 842  | 21/07/1976 |
| 16 | Kosmos 842  | 25/05/1977 |
| 17 | Kosmos 963  | 24/11/1977 |
| 18 | Kosmos 1067 | 26/12/1978 |

Todos os lançamentos fizeram uso de foguetes Kosmos-3M, a partir do Cosmódromo de Plesetsk.